# The Intrusion at Lompoc
The Intrusion at Lompoc est un film muet américain réalisé par Allan Dwan et sorti en 1912.

## Synopsis
Lompoc est une petite ville tranquille qui vit au rythme du temps. Mais, un jour, débarque un homme qui va semer le trouble au cœur des femmes et engendrer la jalousie des hommes. Très vite, la tension monte parmi les habitants...

## Fiche technique
- Titre : The Intrusion at Lompoc
- Réalisation : Allan Dwan
- Scénario : Reginald McKinstry
- Genre : Film dramatique
- Production : American Film Company
- Dates de sortie :
  - États-Unis : 14 novembre 1912

## Distribution
- J. Warren Kerrigan
- Pauline Bush
- Jack Richardson
- Jessalyn Van Trump
- Marshall Neilan
- Louise Lester
- George Periolat